# Ignacy Mosiński

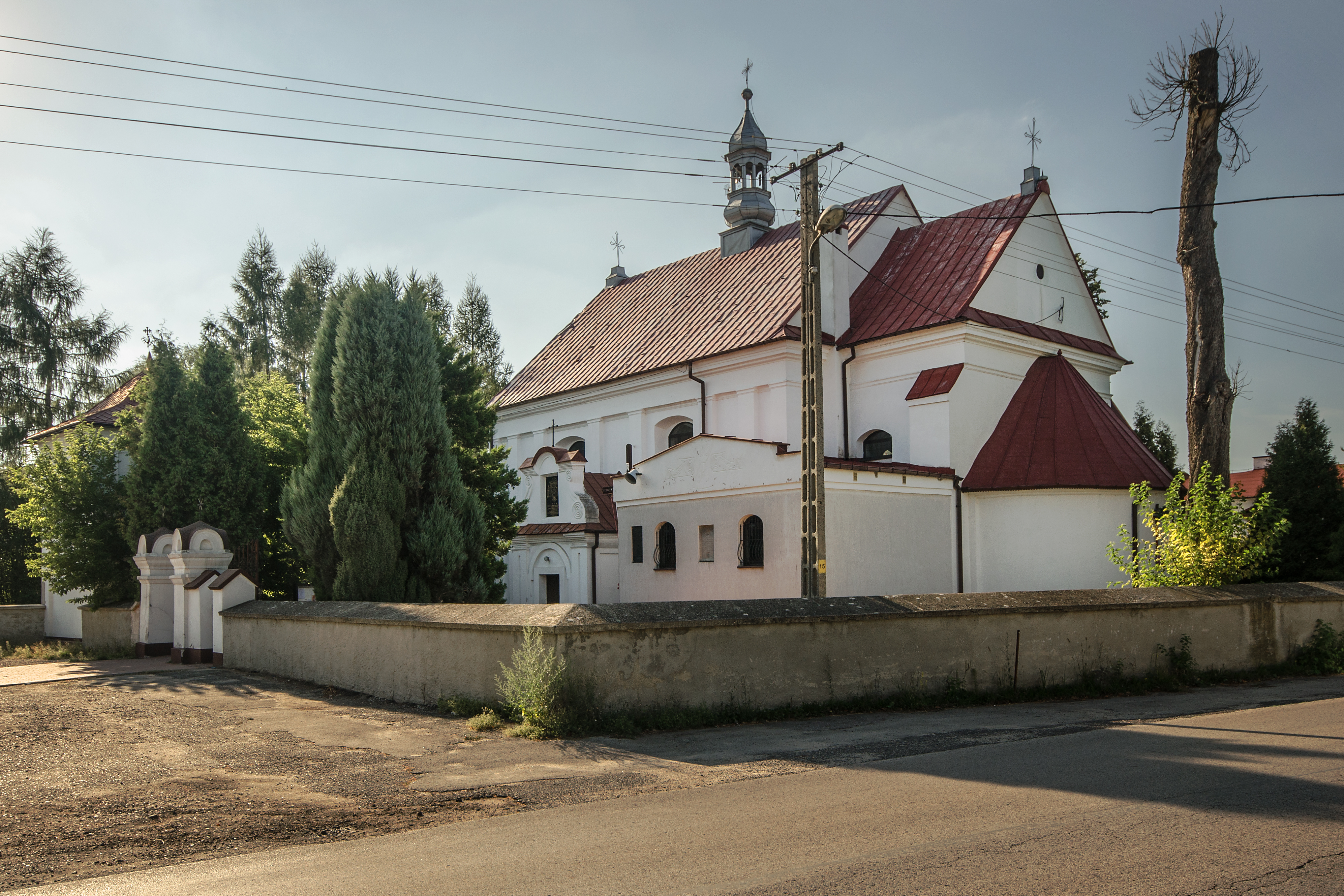
Miejsce wykonywania przez księdza posługi kapłańskiej (parafia św. Szymona i św. Judy Tadeusza w Dmeninie)

Ignacy Mosiński (ur. 28 stycznia 1812 w Ostrzeszowie, zm. 5 marca 1864 w Piotrkowie Trybunalskim) – polski działacz narodowościowy, naczelnik okręgowy powstania styczniowego; w latach 1838–1863 proboszcz parafii św. Szymona i św. Judy Tadeusza w Dmeninie.

## Życiorys
Ignacy Mosiński urodził się 28 stycznia 1812 roku w Ostrzeszowie. Był synem rolników Józefa Mosińskiego i Katarzyny z Gruszczyńskich. Ukończył seminarium duchowne we Włocławku. W latach 1836–1838 pełnił funkcję wikariusza w parafii św. Anny w Kobielach Wielkich. 6 września 1838 mianowano go proboszczem parafii św. Szymona i św. Judy Tadeusza w Dmeninie.
W czasie zarządzania parafią, za zgodą biskupa, poszerzył jej obszar o kilka wsi. Wtedy też, kościół w Dmeninie został wyremontowany i rozbudowany, co uchroniło dach budynku przed zawaleniem. Na prośbę Ignacego Mosińskiego zakupiono i podarowano parafii nowe organy i obrazy.
Według kroniki parafialnej, ksiądz Mosiński cieszył się szacunkiem wśród miejscowej ludności. Kolator dmenińskiego kościoła i beneficjum ofiarował mu tzw. Prezenty Kościoła Parafialnego w Dmeninie.
Praca duszpasterska księdza Mosińskiego przypadła na czas zaborów. Wyjaśniał swoim parafianom, jakie plany ma wobec Polaków zaborca i kim dla nich jest szlachta oraz duchowieństwo. We wrześniu 1863 roku, Ignacy Mosiński podczas kazania w dmenińskim kościele wygłosił mowę o patriotycznych obowiązkach Polaków. Według relacji słuchaczy, ksiądz zagrzewał naród do czynnego poparcia upadającego powstania styczniowego, mówiąc o miłości do ojczyzny, potrzebie ofiarności oraz konieczności zwycięstwa nad zaborcą, który starał się wykorzenić polskość.
Kolejnej nocy po wygłoszonym kazaniu, do Dmenina przybył oddział 40 Kozaków, który otoczył plebanię. Zrobili rewizję w kościele, na plebanii i u brata księdza. Pojmali proboszcza i rozpoczęli procedurę śledczą. Ściągnięto świadków, bito i katowano ich oraz księdza. Celem śledztwa było ustalenie treści kazania, kto był na nim obecny i czy wcześniej ksiądz namawiał ludzi do poparcia powstania.
Pobity i związany, trafił najpierw do więzienia w Radomsku, a potem do cytadeli w Piotrkowie Trybunalskim. Po kilkumiesięcznym śledztwie, wydano na niego wyrok śmierci przez powieszenie. W czasie wykonywania wyroku, Ignacy Mosiński prawdopodobnie miał na sobie ordery. Aż do śmierci zachował ducha patriotyzmu i cieszył się, że mógł przyczynić się dobru ojczyzny. Ostatnimi słowami Mosińskiego były:

Raduje się dusza moja, że schodzę z tego świata dla dobra Ojczyzny!

Ignacy Mosiński został stracony 5 marca 1864 roku w Piotrkowie Trybunalskim wraz z innym powstańcem, Ignacym Antonim Błeszyńskim i Pantelejem Suchoją, szeregowcem armii carskiej, walczącym po stronie powstańców styczniowych.

## Upamiętnienie

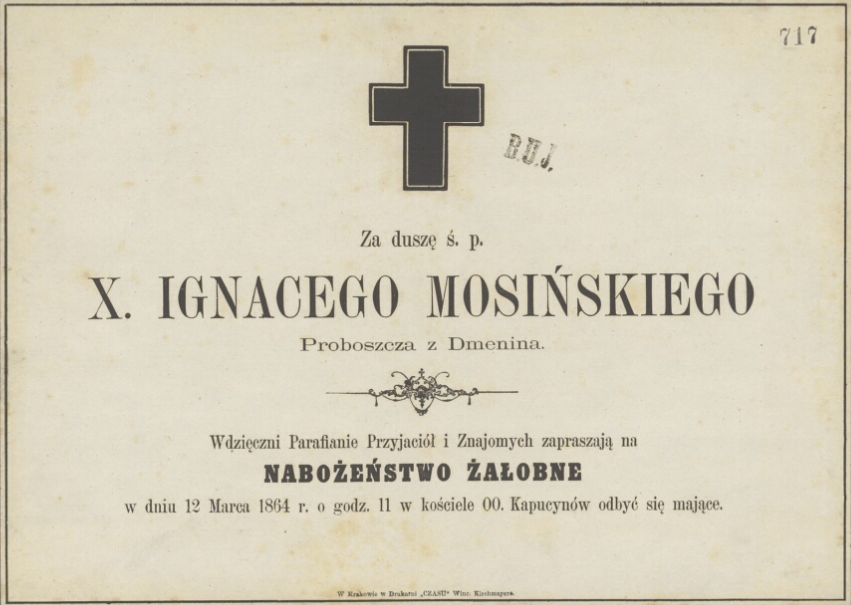
Nekrolog Ignacego Mosińskiego, opublikowany w 1864

Uroczystość wmurowania tablicy pamiątkowej w Dmeninie odbyła się dnia 21 maja 1925 roku z udziałem przedstawicieli władz. Odsłonięcia dokonał weteran powstańczy Walenty Koleczko.

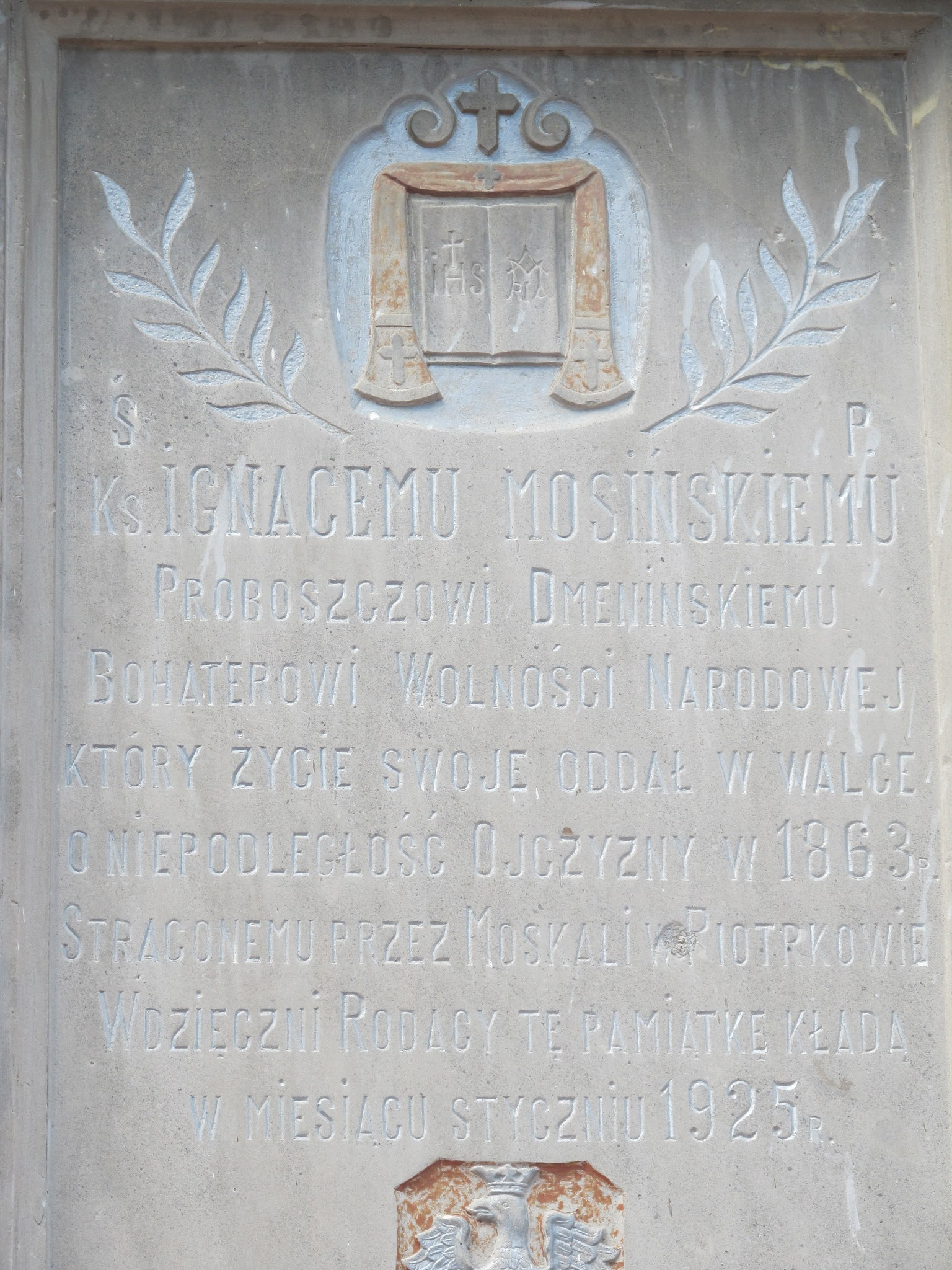
Tablica pamiątkowa na zewnątrz Kościoła w Dmeninie

Miejscem ostatniego spoczynku Ignacego Mosińskiego jest pomnik na Nowym Cmentarzu w Piotrkowie Trybunalskim, stanowiący zbiorową mogiłę powstańców, którzy zostali rozstrzelani lub powieszeni na polach obok cmentarza żydowskiego, a następnie w 1905 roku ekshumowani i uroczyście pochowani.
Pomnik mieści się przy wschodniej części muru okalającego nekropolię, jest wykonany z trzech ułożonych na sobie głazów granitowych, na ceglano-betonowej podmurówce, zwieńczony metalowym krzyżem i wyrytym napisem Powstańcom 1863. Zastąpił ustawiony wcześniej w tym samym miejscu drewniany krzyż.
Jak głosi inskrypcja wyryta na płycie u podnóża monumentu, miejsce ostatniego spoczynku znaleźli tam straceni w Piotrkowie: ks. Kanonik Ignacy Mosiński, proboszcz z Dmenina, dowódca oddziału Błeszczyński-Malczewski, oficerowie: Władysław Rudowski, Gromejko i Józef Grekowicz, chorążowie: Antoni Udymowski, Fracewicz, Rząśniak i Rakowski, uczeń Edward Stawecki, włościanin Franciszek Bartłomiejczyk.

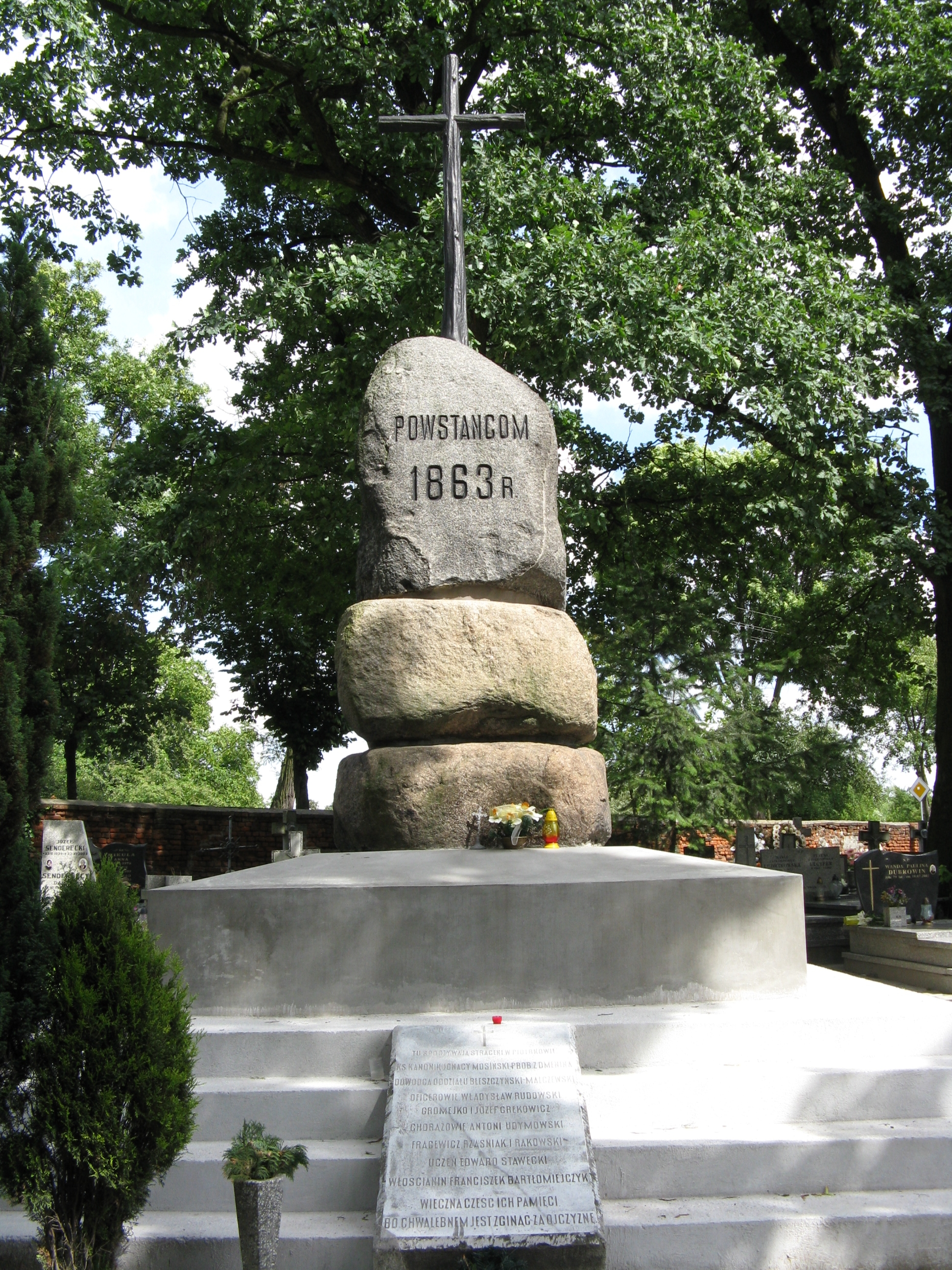
Pomnik ku czci powstańców 1863 r. w Piotrkowie Trybunalskim

W „Gazecie Radomszczańskiej” pojawił się artykuł autorstwa Tomasza Andrzeja Nowaka opisujący okoliczności aresztowania i śmierci Księdza Ignacego Mosińskiego.
W 2023 został pośmiertnie odznaczony Krzyżem Oficerskim Orderu Odrodzenia Polski.